# ظربان مرقط شرقي
الظربان المرقط الشرقي (الاسم العلمي: Spilogale putorius)، نوع من جنس الظربان المرقط وينتمي إلى فصيلة الظربان.
صغير القد ونحيل نسبيًا. يوجد في جميع أنحاء شرق الولايات المتحدة وفي مناطق صغيرة من كندا والمكسيك.